# Еносбург-Фоллс (Вермонт)
Еносбург-Фоллс (англ. Enosburg Falls) — селище (англ. village) в США, в окрузі Франклін штату Вермонт. Населення — 1356 осіб (2020).

## Географія
Еносбург-Фоллс розташований за координатами 44°54′30″ пн. ш. 72°48′14″ зх. д. / 44.90833° пн. ш. 72.80389° зх. д. (44.908259, -72.803774).  За даними Бюро перепису населення США в 2010 році селище мало площу 9,47 км², з яких 9,21 км² — суходіл та 0,26 км² — водойми.

## Демографія
Згідно з переписом 2010 року, у селищі мешкало 1329 осіб у 559 домогосподарствах у складі 354 родин. Густота населення становила 140 осіб/км².  Було 637 помешкань (67/км²).
Расовий склад населення:
| - 97,4 % — білих - 0,6 % — корінних американців - 0,3 % — чорних або афроамериканців - 0,1 % — азіатів |

До двох чи більше рас належало 1,6 %. Частка іспаномовних становила 0,6 % від усіх жителів.
За віковим діапазоном населення розподілялося таким чином: 22,9 % — особи молодші 18 років, 57,9 % — особи у віці 18—64 років, 19,2 % — особи у віці 65 років та старші. Медіана віку мешканця становила 42,0 року. На 100 осіб жіночої статі у селищі припадало 94,9 чоловіків;  на 100 жінок у віці від 18 років та старших — 88,9 чоловіків також старших 18 років.
Середній дохід на одне домашнє господарство  становив 50 319 доларів США (медіана — 39 306), а середній дохід на одну сім'ю — 68 453 долари (медіана — 56 488). Медіана доходів становила 44 922 долари для чоловіків та 38 750 доларів для жінок. За межею бідності перебувало 17,1 % осіб, у тому числі 15,9 % дітей у віці до 18 років та 23,6 % осіб у віці 65 років та старших.
Цивільне працевлаштоване населення становило 637 осіб. Основні галузі зайнятості: освіта, охорона здоров'я та соціальна допомога — 24,8 %, виробництво — 16,3 %, роздрібна торгівля — 10,7 %, будівництво — 8,5 %.